# Seznam slovenskih literarnih zgodovinarjev
Seznam slovenskih literarnih zgodovinarjev, teoretikov, kritikov in urednikov.

## A
Kozma Ahačič - (Smilja Amon) - Emica Antončič - Irena Avsenik Nabergoj

## B
Karel Bačer † - Drago Bajt - Júlia Bálint Čeh - Varja Balžalorsky Antić - David Bandelj - Štefan Barbarič † - Janko Barle?† - Wilhelm Baum - Nataša Bavec - Agnieszka Będkowska Kopczyk - Venceslav Bele † - Vinko Beličič † - Branko Berčič † - Aleš Berger - Oton Berkopec † - France Bernik † - Marianna Beršadska - Cvetka Bevc? - Matjaž Birk - Aleksandra Bizjak - Aleksander (Aleš) Bjelčevič - Jason Blake - Andrej Blatnik - Milena Mileva Blažić - Katarina Bogataj Gradišnik - Matej Bogataj - Franček Bohanec † - Etbin Bojc?†- Silvija Borovnik - Marja Boršnik † - Blanka Bošnjak - Andrej Božič - Zoran Božič † - Janko Bratina † - Igor Bratož - Lojzka Bratuž † - Marijan Brecelj † - Martin Brecelj - Mihael Bregant † - Vera Brnčić (Šermazanova) † - Maruša Brozovič - Vinko Brumen † - Štefka Bulovec † - Stanko Bunc † - Liljana Burcar - Franca Buttolo

## C
Bartolomeo Calvi † - Andrej Capuder † - Fran Celestin † - Jadranka Cergol? - Emil Cesar † - Ivan Cesar † - Breda Cigoj-Leben † - Henry Cooper - Fanny S. Copeland † - Arduino Cremonesi Pillepich † - Arturo Cronia † - Zoltán Csuka † - Vinko Cuderman?† - Miljana Cunta ?

## Č
Jasna Čebron - Jožica Čeh Steger - Lučka Čehovin † - Danica Čerče - Matija Čop † - Jože Čuješ † -

## D
Roberto Dapit - Zdzisław Darasz - Aleš Debeljak † - Anton Debeljak † - Renata Debeljak - Tine Debeljak † - Mara Debeljuh Poldini † - Jože Debevec † - Mira Delavec - Tadeja Dermastja - Monika Deželak Trojar - Tamara Ditrich? - France Dobrovoljc † - Nina Ditmajer - Alenka Divjak - Igor Divjak - Ivan Dolenc † - Janez Dolenc † - Jože Dolenc † - Ivan Dolenec?† - Marjan Dolgan - Milan Dolgan - Darko Dolinar † - Ivan Dornik † - Marijan Dović - Jaša Drnovšek - Josip Drobnič † - Drago Druškovič † - Marko Dvořak

## E
Theodor Elze † - Jožef Kalasanc Erberg † - Fran Erjavec (urednik) † - Manca Erzetič

## F
Jože Faganel - Patrizia Farinelli - Silvo Fatur - Andrej Fekonja † - Janko Ferk - Fedora Ferluga Petronio † - Jurij Fikfak - Aleksandar Flaker † - Jože Filo † - Leonora Flis - Leja Forštner - Maja Francé - Ignacija Fridl Jarc

## G
Mateja Gaber - Dejan Gabrovšek - Michelle Gadpaille - Kajetan Gantar † - Andra Gavrilović † - Gerhard Giesemann † - Wolfgango Giusti † - Mihael Glavan † - Alenka Glazer † - Janko Glazer † - Karol Glazer † - Joža Glonar † - Helga Glušič † - Marjetka Golež Kaučič - Alenka Goljevšček Kermauner † - Andraž Gombač - Miroslav Gorše † - Ivan Grafenauer † - Niko Grafenauer - Olga Grahor † - Igor Grdina - Jože Gregorič † - Franc Grivec † - Meta Grosman - Milan Grošelj † - Nada Grošelj - Karel Gržan - Alfonz Gspan † -

## H
Jernej Habjan - Fabjan Hafner † - Stanislav Hafner † - Dragica Haramija - Ludwig Hartinger - Bruno Hartman † - Miran Hladnik - Jasna Honzak-Jahić - Darja (Darinka) Hribar - (Spomenka Hribar - Tine Hribar) -

## I
Fran Ilešič † - Iztok Ilich - Darko Ilin - Gregor Inkret - Andrej Inkret † - Andreja Inkret - Aleksander Isačenko † 

## J
Manfred Jähnichen † - Vilenka Jakac Bizjak - Bogo Jakopič - Gašper Jakovac - Marija Jamar-Legat † - Zoltan Jan - Stanko Janež † - Anton Janežič † - Helena Janežič - Anton Janko - Marija Javor Briški - Miha Javornik † - Saša Jazbec - Alojz Jembrih - Alenka Jensterle Doležal - Robert Jereb - Barbara Jesenovec - France Jesenovec † - Martin Jevnikar † - Iva Jevtić - Andraž Jež - Niko(laj) Jež - Alenka Jovanovski - Hermina Jug Kranjec † - Mirko Jurak † - Janko Jurančič † - Tomaž Jurca? - Franci Just - Marko Juvan - Friderik Juvančič †

## K
Anton Kacin † - Marija Kacin - Andrej Kalan † - Natalia Kaloh Vid - Pavel Karlin?† -  Jože Kastelic † - Franc Kejžar - Jakob Kelemina † - Jakob J. Kenda - Victor Kennedy - Taras Kermauner † - Jelka Kernev Štrajn - Marija Kiauta?† - France Kidrič † - Eugen Kinkela? - Božica Kitičić Prunč - Vital Klabus? † - Ludvik Klakočer?† - Julij Kleinmayr † - Katja Klopčič Lavrenčič - Viktor Fereri Klun † - Matjaž Kmecl - Seta Knop - Gregor Kocijan † - Marjana Kobe † - France Koblar † - Katja Kobolt - Matic Kocijančič - Kristina Kočan - Ferdo Kočevar † - Petra Kodre - Janez Kolenc (pisatelj) - Miklavž Komelj - Rudi Koncilija - Vesna Kondrič Horvat -  Metka Kordigel Aberšek - Evald Koren † - Andrej Koritnik - Alenka Koron - Rajko Korošec † - Petra Koršič? - Jože Koruza † - Dejan Kos - Janko Kos - Matevž Kos - Erwin Köstler - Marija Kostnapfel - Niko Košir † - Miran Košuta - France Kotnik † - Janko Kotnik † - Stanko Kotnik?† - Ciril Kovač - Zvonko Kovač - Krištof Jacek Kozak - Primož Kozak † - Marija Kozar Mukič - Alenka Koželj - Fanika Krajnc Vrečko - Lojze Krakar † - Boža Krakar Vogel - Lado Kralj † - Vladimir Kralj † - Igor Kramberger -  Marijan Kramberger † - Petra Kramberger - Marko Kranjec † - Jože Krašovec - Bogomila Kravos - Marko Kravos - Bratko Kreft † - (Lev Kreft) - Gregor Krek † - Mojca Krevel - Mirko Križman?†  - Monika Kropej -  Filip Kumbatovič Kalan † - Zmaga Kumer † - Ciril Kutin † - Ivan Kunšič † - Niko Kuret † - Jože Kurinčič - Jernej Kusterle - Mateja Kušej

## L
Andrijan Lah † - Ivan Lah?† - Klemen Lah - Ivana Latković - Janko Lavrin † - Mihael Lazar? - Anita Laznik - Andrej Leben - Stanko Leben - Lino Legiša † - Meta Lenart Perger - Fran Levec † - Fran Levstik † - Lea Lipar - Jože Lipnik - Engelbert Logar - Janez Logar † - Janko Lokar † - Metka Lokar - Tom Ložar - Dušan Ludvik † - István Lukács - Matjaž Lunaček - Aleksandra Lutar Ivanc?  

## M
Ivan Macun † - Joža Mahnič † - Gabriel Majcen?† - Lucija Mandić - Katarina Marinčič - Marko Marinčič - Darja Marinšek - Franjo Marn † - Josip Marn † - Janez Marolt - Juraj Martinović - Vanesa Matajc - Tamara Matevc - Giovanni Maver † - Igor Maver - Milko Matičetov † - Ivan Mazovec † - Mira Medved - Mojca Medvedšek - Stane Melihar † - Marija Mercina - Boris Merhar † - Ivan Merhar?† - Bruno Meriggi † - Pavle Merkù † - Katja Mihurko Poniž - Mira Miladinović Zalaznik - Marija Mitrović - (Rastko Močnik) - Janko Moder † - John Modic † - Marijan Mole † - Dušan Moravec † - Uroš Mozetič † - Anja Mrak - Špelca Mrvar - Jože Munda † - Matija Murko †

## N
Irena Avsenik Nabergoj - Vlado Nartnik - Krešimir Nemec - Bernard Nežmah - Boris A. Novak - Lojze Novak † - Vilko Novak † - Vlado Novak † - Irena Novak-Popov - Erich Nussbaumer

## O
Vida Obad - Anton Ocvirk † - Matija Ogrin - Klaus Detlef Olof - Nikolaj (Miklavž) Omersa † - Tomaž Onič - Božena Orožen † - Iztok Osojnik - Vladimir Osolnik † - Ludovik Osterc Berlan † - Anton Oven † - Irma Ožbalt -

## P
Vlasta Pacheiner-Klander † - Jožef Pajek † - Janko Pajk † - Pero Pajk † - Jaroslav Pánek - Boris Paternu † - Herbert Paulitsch - Avgust Pavel † - Darja Pavlič - Tina Pečovnik Žakelj - Tone Perčič - Urška Perenič - Metka Peserl - Nina Petek? - Vlado Peteršič †- Fran Petrè † - Jerneja Petrič - Mateja Pezdirc Bartol -  France Pibernik † - Luka Pintar † - Miha Pintarič - Nataša Pirih Svetina? - Avgust Pirjevec † -  Dušan Pirjevec † - Marija Pirjevec - Makso Pirnat † - Marjeta Pisk - Katarina Podbevšek - Blaž Podlesnik - Tim(othy) Pogačar - Jože Pogačnik † - Gizela Polanc Podpečan - Marko Pohlin † - Denis Poniž - Martina Potisk - Marcello Potocco - Majda Potrata - Breda Požar † - Vasja Predan † - Barbara Pregelj - Bogo Pregelj † - Ivan Pregelj † - Eva Premk Bogataj - Francka Premk - Tone Pretnar † - Tom Priestly - Ivan Prijatelj † - Irena Prosenc Šegula - Erik Prunč † - Josip Puntar † - Vilma Purič

## R
Jože Rajhman † - Atilij Rakar † - Milan Rakočević † - Miroslav Ravbar † - Vladimira Rejc - Lidija Rezoničnik Kamnik - Barbara Rigler - Jevgenija Rjabova † - Maks Robič - Tatjana Rojc - Janez Rotar † - Andrej Rozman - Anton Rožič † - Megi Rožič - Nejc Rožman Ivančič - Jutka Rudaš - Aldo Rupel - Dimitrij Rupel - Mirko Rupel † - Marijan Rupert - Maja Ilinična Ryžova

## S
Natasha Sajé - Miran Sajovic? - Igor Saksida - Irena Samide - Drago Samec - Janez Scheinig (Šajnik)† - Peter Scherber - Aleksandra Schuller - Goran Schmidt - Drago Sedmak - Ivana Slamič - Malina Schmidt Snoj - Elisabeth Seitz - Brane Senegačnik - Franc Simonič † - Barbara Simoniti - Vesna Sivec Poljanšek? - Anja Skapin - Aleksander Skaza - Svetlana Slapšak - Joanna Sławińska - Anton Slodnjak † - Tone Smolej - Viktor Smolej † - Marijan Smolik † - Maja Smotlak - Vid Snoj - Julija Sozina - Aleksandar Spasov † - Marija Spieler - Anita Srebnik - Dominik Srienc - Janez Stanek?† - Leopold Stanek?† - Janez Stanonik † - Marija Stanonik - Majda Stanovnik - Nadežda Starikova - Dragi Stefanija † - Bojana Stojanović-Pantović - Andrej Stopar - Borut Stražar - Janez/Johann Strutz † - Katja Sturm-Schnabl - Franc Sušnik - Peter Svetina - Magdalena Svetina Terčon?

## Š
Maja Šabec - Josef Pavol Šafárik † - Katarina Šalamun-Biedrzycka - Dragan Šanda † - Ivan Šavli † - Drago Šega † - Slavo Šerc - Jože Šifrer † - Stanko Šimenc † - Alen Albin Širca - Stanko Škerlj † - Simona Škrabec - Jola Škulj - Janko Šlebinger † - Neva Šlibar - Matej (Matevž) Šmalc † - Jakob Šolar † - Mojca Šorli - Miran Špelič? - Anamarija Šporčič - Rozka Štefan † - (Marcel Štefančič) - (Katarina Šter) - Karel Štrekelj † - Janez Štruc/Johann Strutz - Miran Štuhec - Franc Šturm? † - Rapa Šuklje? † - Jasmina Šuler-Galos - Andrej Šurla

## T
Zora Tavčar † - Janko Tavzes † - Bogo Teplý † - Marko Terseglav - Bożena Tokarz - Emil Tokarz - Nužej Tolmajer? - Tanja Tomazin - Blaž Tomaževič † - Špela Tomažinčič - Roman Tominec † - Josip Tominšek † - (Jože Toporišič †) - Tomaž Toporišič - Ana Toroš - Janez Trdina † - Silva Trdina † - Gašper Troha - Vera Troha - (Anton Trstenjak) † - Olga Trtnik por. Rossettini †  - Karel Vladimir Truhlar † - Vladka Tucovič Sturman - Alojz Turk † - Boštjan M. Turk

## U
Umberto Urbani † - Viljem Urbas † -  Milena Uršič †

## V
Janez Valjavec † - Sergej Valijev - Janez Vajkard Valvasor † - József Varga? - Francka Varl-Purkeljc? - Marjeta Vasič-Pirjevec † - Mirko Vasle - Aleš Vaupotič - Alenka Veler? - Gleb Verč - Ivan Verč - Zvone Verstovšek † - Branislava Vičar - Fran Vidic † - Josip Vidmar † - Luka Vidmar - Jonatan Vinkler - Špela Virant - Jani Virk - Tomo Virk - Primož Vitez - Anton Vodnik † - France Vodnik † - Božo Vodušek † - Zlata Vokač Medic † - Dušan Voglar † - Janja Vollmaier Lubej - Edi Vrečko?- Janez Vrečko - (France Vreg) †

## W
Josip Wester? † - Fran Wiesthaler † - Frank Wollman †

## Z
Blaž Zabel - Igor Zabel † - Pavle Zablatnik † - Urša Zabukovec - Franc Zadravec † - Jože Zadravec (1939-2023) † - Neža Zajc - Fran Zakrajšek † - (Boris Ziherl †) - Stanislav Zimic † -  Črtomir Zorec † - Barbara Zorman - Aleksander Zorn - Alojzija Zupan Sosič - (Jure Zupan) - Simon Zupan - Tomo Zupan † - Vinko Zupan - Metka Zupančič - Mirko Zupančič † - Nina Zver

## Ž
Jošt Žabkar - Monika Žagar - Alenka Žbogar - Marjeta Žebovec - Andrejka Žejn - Vita Žerjal Pavlin - Avgust Žigon † - Joka Žigon † - Tanja Žigon - Janja Žitnik - (Slavoj Žižek?) - Janja Žmavc? - Jakob Žnidaršič - Josip Žontar † - Igor Žunkovič - Jernej Županič?